# Passira
Passira este un oraș în Pernambuco (PE), Brazilia.